# إيفان تشرنياخوفسكي
جنرال الجيش إيفان دانيالوفيتش تشرنياخوفسكي (بالروسية: Ива́н Дани́лович Черняхо́вский) وُلد في قرية أوكسانيا بأومان بالإمبراطورية الروسية (تشيركاسي أوبلاست، أوكرانيا حاليا) بتاريخ 29 يونيو 1906 (بحسب التقويم الجديد أو 19 يونيو 1906 بحسب التقويم القديم)، وتوُفي بمدينة ميلزك القريبة من كونيغسبرغ ببروسيا الشرقية (بينينجنو، بولندا حاليا) نتيجة إصابته بشظايا قذيفة مدفعية أصابت أحد المواقع التي كان يتفقدها تحضيرا للهجوم السوفيتي على مدينة كونيغسبرغ في 18 فبراير 1945، وهو أصغر جنرالات الجيش السوفيتي سنا على مر العصور بعدما نال الرتبة في 26 يونيو 1944، كما جصل مرتان على لقب بطل الاتحاد السوفيتي كما كان أصغر قائد جبهة في تاريخ الاتحاد السوفيتي بقيادته الجبهة البيلاروسية الثالثة قبل أن يلقى حتفه عن عمر يناهر التاسعة والثلاثين عاما.